# Praga 9
Praga 9 – dzielnica Pragi rozciągająca się na wschód od centrum miasta, na wschód od Wełtawy. Składa się z mniejszych dzielnic: Hloubětín, Hrdlořezy, Libeň, Malešice, Prosek, Střížkov, Vysočany.
Obszar dzielnicy wynosi 13,86 km² i jest zamieszkiwany przez 50 364 mieszkańców (2008).